# شهرستان بارو (جورجیا)
شهرستان بارو، جورجیا (به انگلیسی: Barrow County, Georgia) یک سکونتگاه مسکونی در ایالات متحده آمریکا است که در جورجیا واقع شده‌است.